# Maruti Mane
Maruti Mane (ur. 27 grudnia 1935 Kavatepiran, zm. 27 lipca 2010 w Miraj) – Indyjski zapaśnik walczący w obu stylach. Olimpijczyk z Tokio 1964, gdzie odpadł w eliminacjach w kategorii 97 kg. Złoty i srebrny medalista igrzysk azjatyckich w 1962. Wicemistrz igrzysk Brytyjskiej Wspólnoty Narodów w 1970.
- Turniej w Tokio 1964 – styl klasyczny

Przegrał z Węgrem Ferencem Kissem i odpadł z turnieju.
- Turniej w Tokio 1964 – styl wolny

Wygrał z Niemcem Heinzem Kiehlem, a przegrał z Peterem Jutzelerem ze Szwajcarii i Imre Víghem z Węgier.